# Lansiné Diabaté
Pour les articles homonymes, voir Diabaté.
Lansiné Diabaté né le 1er janvier 1972 à Tokounou, est un balafoniste et guitariste guinéen.

## Biographie
Lansiné Diabaté est né dans une célèbre famille de griots. Dès son plus jeune âge, il est initié par son père, Djéli-Mory Diabaté, grand griot guinéen, à la culture traditionnelle, à son histoire et au balafon.
En 1991, après son apprentissage traditionnel, il entame sa carrière musicale en Côte d’Ivoire, en tant que professeur de balafon.
À partir de 1994, il intègre plusieurs groupes en Côte d’Ivoire. Sa collaboration avec la compagnie de théâtre Ymako Theatri, créée pour sensibiliser les gens aux différents problèmes de société en Afrique, lui a permis de faire le tour du monde, avec plus de 120 représentations. Lors de sa tournée, il donne des cours à travers les États-Unis, l'Asie et l'Europe.
Grâce à une collaboration de longue durée avec la pianiste japonaise Missako Watanabé, Lansiné Diabaté s’est familiarisé avec le solfège et l'apprentissage moderne de la musique. Cette expérience lui a permis d'enrichir sa pédagogie, et d'adapter l'enseignement du répertoire traditionnel de transmission orale aux repères d'apprentissage occidentaux. 
Parallèlement à sa carrière d'interprète, Lansiné Diabaté  continue d'animer des stages en Guinée et se consacre à l'enseignement en France, notamment à Paris et au conservatoire de Narbonne.